# Katalaza
Katalaza je encim, ki se nahaja v tkivih, ki vsebujejo maščobe, zelenih listih in v vseh aerobnih celicah. Pri človeku se nahaja v jetrih, kjer razgrajuje celicam strupen vodikov peroksid (H2O2). Pri večini aerobnih organizmov je katalaza pogosto navzoča v velikih koncentracijah, ni pa je pri obligatnih anaerobih - pri tistih organizmih, za katere je kisik toksičen.  
Ph, pri katerem katalaza najbolje reagira, je odvisen od vrste, in se nahaja nekje med 4 in 11. 